# 双天至尊Ⅱ
《雙天至尊Ⅱ》是新加坡拍摄制作的华语电视连续剧，第一部播映完畢後，迴響極佳，遂產生了1996年的第二部，及2002年的第三部，形成三部曲。
《雙天至尊》是新加坡第一部有關賭術的電視劇。由新加坡著名電視演員鄭惠玉（飾演洛其芳）和李南星（飾演言飛）擔綱主演。本部劇集延續上一部所描寫言龍兩個家族激烈的對抗和鬥爭，亦加入幾個新角色和劇情主線，如由香港演員曾江飾演的葉中，是為挑戰四位賭界高手（言琨、言飛、洛其芳、龍庭光）而來，另一位中國演員榮光則因無法接受未婚妻黃悅芳（洛其芳）的真實身份和離去，從一名警察轉變為一位能與諸位賭界高手較量的賭者。本劇保留上部劇集大部分的主要演員，但其中劉謙益、梁維東和鄭文所飾演的都是全然不同的新角色，三人在上部劇集中的角色均已死亡。此外，本劇亦是新加坡電視史上首部拉隊到美國舊金山及拉斯維加斯拍攝的劇集。

本劇於1997年在中視播出。

## 演員表

### 言家
| 演員   | 角色                    | 關係／暱稱 | 登場集數 |
| 陳澍承 | 言 琨                   | 賭癡 言飛之父 於第24被葉中毒死 | 1、18-24 |
| 李南星 | 言 飛                   | 言琨之子，洛其芳之夫，言星之父 後因與莊偉成對賭而被逼廢了右手 與洛其芳分分合合，最終與妻兒一家團聚 成為丁兆暉的好朋友                                                                                | 全劇     |
| 鄭惠玉 | 洛其芳 (黃悅芳／龍嘉嘉) | 黃五之假女 龍庭光、叔嫻之么女 洛兆祥之養女 莫淑賢之假孫女 失憶後被洛文欣經安排，成為黃五的女兒，取名黃悅芳 失憶時期與莊偉成相戀，進而訂婚 恢復記憶後取消婚約，與言飛分分合合，最終與丈夫兒子一家團聚 | 全劇     |
| 何偉明 | 言 星                   | 言飛與洛其芳之子 有自閉症，除了父親，不與外人說話，直到遇見母親黃悅芳（洛其芳） | 1-26、30 |

### 黃家
| 演員   | 角色   | 關係／暱稱                                               | 登場集數                          |
| 陳美光 | 莫淑賢 | 黃五的母親，黃悅芳（洛其芳）的掛名祖母                   | 4、6、8、10、12-13、15、17、23-24 |
| 劉謙益 | 黃 五  | 莫淑賢的兒子 黃國定的哥哥 黃悅芳（洛其芳）的掛名父親     | 2-6、9-15、20-30                  |
| 鄭惠玉 | 黃悅芳 | 黃五的掛名女兒，莫淑賢的掛名孫女 莊偉成的前未婚妻 見言家 | 1-10                              |
| 李海   | 黃國定 | 莫淑賢的兒子 黃五的弟弟 黃嘉兒的父親 於第23集被賀玲殺害  | 1-6、8、10、13-18、20-23          |
| 林倩萍 | 黃嘉兒 | 黃國定之女兒，黃五的侄女 原暗戀言飛，後成為丁兆暉之女友  | 2-4、7-18、21-24、28-30           |

### 葉家
| 演員            | 角色   | 關係／暱稱 | 登場集數                       |
| 曾 江           | 葉 中  | 葉文峰的父親，龍庭光的師兄，反將的師伯 收莊偉成為徒 於第30集在賭局中被莊偉成出賣而落敗，後莊偉成槍傷，最後被丁兆晖槍殺 | 1-4、6-10、13-15、17-19、21-30 |
| 鄭 文           | 葉文峰 | 葉中獨子 於第9集自殺身亡 | 1-4、6-10                      |
| 鍾奇瑞 （少年） | 莊偉成 | 黃悅芳（洛其芳）的前未婚夫 原是一名警察，後拜葉中為師 於第17集誤殺丁平凡 於第23集在賭局中戰勝丁兆暉，賀玲，蔣學明而成為世界賭王 於第28集為救洛其芳而槍殺賀玲 於第30集在賭局中出賣葉中而獲勝並槍傷他，最後在與言飛的高科技賭局被炸死 | 6                              |
| 榮光 （成年）   | 莊偉成 | 黃悅芳（洛其芳）的前未婚夫 原是一名警察，後拜葉中為師 於第17集誤殺丁平凡 於第23集在賭局中戰勝丁兆暉，賀玲，蔣學明而成為世界賭王 於第28集為救洛其芳而槍殺賀玲 於第30集在賭局中出賣葉中而獲勝並槍傷他，最後在與言飛的高科技賭局被炸死 | 全劇                           |

### 主要演員
| 演員   | 角色   | 關係／暱稱                                                                                   | 登場集數                            |
| 朱厚任 | 龍庭光 | 洛其芳（龍嘉嘉）之父親 於《雙天至尊Ⅰ》結局發瘋 恢復神智，繼續報仇 於第26集為救言星而墜樓身亡 | 1-3、5、7、13-18、21-26、28（回憶） |
| 周初明 | 丁兆暉 | 相士之子，幼時被龍庭光擄走 黃嘉兒之男友 後與言飛成為好兄弟                                   | 全劇                                |
| 薛素珊 | 洛文欣 | 洛其芳的非親生妹妹 被莊偉成迷惑而跟他在一起，之後分開 最後與蔣學明在一起                     | 全劇                                |
| 梁維東 | 蔣學明 | 最後與洛文欣在一起                                                                           | 4-6、8、10、12-18、20-30            |
| 王愛玲 | 賀 玲  | 龍庭光手下 於第23集與莊偉成，丁兆暉對賭中落敗，後殺害黃國定 於第28集被莊偉成槍殺             | 1-8、10、14-18、20-24、27-28        |

### 其他
| 演員            | 角色     | 關係／暱稱                                               | 登場集數                  |
| 黃世南          | 良 木    | 反將 千門八將之老三 於《雙天至尊Ⅰ》中由夏川飾演          | 4-7、15、21-22、25-26、28 |
| 金舉拱          | 丁平凡   | 即在上一部中出現的相士 丁兆暉之父親 於第17集被莊偉成誤殺 | 3、7-12、15-17            |
| 陳添祥          | 何警司   |                                                          | 2-6、8-13、22-30          |
| 楊 越           | 曹 堅    | 堅叔                                                     | 1-8、10、12-16、21-26、30 |
| 邱慧娟 （少年） | 李 梅    |                                                          | 6                         |
| 蓀保伶 （成年） | 李 梅    | 4、6、8、10-15、17、19-20、25-28                         |                           |
| 何其糖          | 陳國棟   |                                                          | 5-10、14-15               |
| 曾希安          | 莊 父    | 莊偉成之父親                                             | 6                         |
| 孫惠            | 大太太   |                                                          | 6                         |
| 周世強          | 叔父甲   |                                                          | 1-3、6-10、17、22-30      |
| 黃本鑫          | 雄       |                                                          | 1-4、6-7                  |
| 林星宏          | 彭       |                                                          | 1-2、4、17、20-26         |
| 孫 武           | 才       |                                                          | 1-2、17                   |
| 林明哲          | 牌九至尊 |                                                          | 3                         |
| 紀秋香          | 記者     |                                                          | 21                        |

## 入圍獎項
| 年份 | 頒獎典禮           | 獎項       | 入圍者                           | 角色   | 結果 |
| ---- | ------------------ | ---------- | -------------------------------- | ------ | ---- |
| 1997 | 第4屆 紅星大獎1997 | 最佳男主角 | 李南星                           | 言飛   | 提名 |
| 1997 | 第4屆 紅星大獎1997 | 最佳女配角 | 薛素珊                           | 洛文欣 | 提名 |
| 1997 | 第4屆 紅星大獎1997 | 最佳電視劇 | 《雙天至尊Ⅱ》                    | 不適用 | 提名 |
| 1997 | 第4屆 紅星大獎1997 | 最佳主題曲 | 李宗盛、鄭惠玉：〈當愛擦身而過〉 | 不適用 | 提名 |

- 男女主角李南星、鄭惠玉和周初明分別獲得十大最受歡迎男藝人及女藝人。

## 外部連結
- 豆瓣电影上《双天至尊Ⅱ》的資料 （简体中文）

| 新加坡 新視第8波道 （星期一到星期五 19:00到20:00）節目 | 新加坡 新視第8波道 （星期一到星期五 19:00到20:00）節目 | 新加坡 新視第8波道 （星期一到星期五 19:00到20:00）節目 |
| ------------------------------------------------------ | ------------------------------------------------------ | ------------------------------------------------------ |
|                                                        | 双天至尊Ⅱ （1996年11月15日-1996年12月26日）            |                                                        |
| 爱情三合一 （1996年10月18日-1996年11月14日）           | 创意先锋 （1996年12月27日-1997年1月23日）              |                                                        |